# Ragge Sunnqvist
Ragnar "Ragge" Sunnqvist, född 11 augusti 1908 i Njurunda församling, död 17 november 1953 i Enskede församling, var en svensk motorcykelförare, vinnare av flera Grand Prix under 1930-talet, bland annat Tysklands Grand Prix på Avus-banan 1935. Han körde då en 500cc, 4-takts Husqvarna motorcykel med mycket låg vikt, endast 128 kg. Sunnqvist arbetade för Husqvarna Vapenfabriks AB under dess storhetstid på tävlingsbanorna. 
Husqvarna fabriksmuseum, inrymt i en äldre del av Husqvarna Vapenfabrik, har en motorcykelsektion, som bevarar bland annat ovannämnda motorcykel.